# Cäcilia Weberová
Cäcilia Cordula Weberová (rozená Stammová; 23. října 1727, Mannheim – 22. srpna 1793, Wieden) byla matkou Constanze Weberové, manželky Wolfganga Amadea Mozarta.

## Život
Narodila se v Mannheimu. Byla dcerou Johanna Otta Stamma, vládního sekretáře, a Sofie Elisabeth Wimmerové. V září roku 1756 se provdala za Franze Fridolina Webera (1733–1779) a společně měly čtyři dcery – Josefu, Aloysii, Constanze a Sofii. Constanze byla jedinou z nich, která se nestala profesionální zpěvačkou, avšak podle Mozarta zpívala dobře a měla hudební sluch. Všechny dcery se narodily ve městě Zell im Wiesental, avšak po narození poslední dcery se rodina přestěhovala do Mannheimu.
Cäcilia se poprvé setkala s Mozartem v roce 1777, když hledal v Mannheimu práci. Během svého pobytu se zamiloval do její dcery Aloysie, ale poté, co na několik měsíců odjel do Paříže, její city k němu ochladly. Rodina se přestěhovala do Mnichova, kde dcera Aloysia a manžel Fridolin našli práci v opeře. Právě tady byl Mozart Aloysií odmítnut a odešel do Salcburku.
Rodina Weberových se v září 1779 odstěhovala do Vídně, jelikož zde Aloysia našla práci v německé opeře. O měsíc později její manžel Fridolin zemřel a Cäcilia tak měla problémy uživit rodinu. Aloysiin manžel Josef Lange se poté přislíbil, že bude rodině posílat každý rok 700 florinů. Mimo jiné Cäcilia vydělávala pronájmem části bytu.
V této době se Mozart vrátil do života rodiny. V roce 1781 se usadil ve Vídni, kde doufal v úspěšnou kariéru v květnu a poté se objevil i u Weberů doma.
Cäcilia požádala Mozarta, aby se odstěhoval, když si uvědomila, že se zamiloval do Constanze. Mozart se ale nakonec 4. srpna 1782 s Constanze oženil.

Mozartův vztah ke tchyni Cäcilii měl sice těžký začátek a ani s Constanze matka nevycházela dobře. Nicméně po narození jejich prvního dítěte v roce 1783 si Mozart Cäcilii celkem oblíbil. Constanzina sestra Sofie v dopise z roku 1825 vzpomínala:
Mozart se stával čím dál tím větším oblíbencem naší drahé zesnulé matky a ona jeho. Velmi často přijížděl ve velkém spěchu do Wiedenu (kde jsme ona i já žily), nesl pod paží malý sáček kávy a cukru, který předal naší dobré matce a říkával 'Tady máte má drahá matku trochu odpolední kávy.' Bývala nadšená jako malé dítě. Opravdu to dělal velmi často. 
Cäcilia zemřela ve Wiedenu nedaleko Vídně v Rakousku.